# I Can't Live in a Living Room
I Can't Live in a Living Room is een Engelstalige single van de Belgische band Red Zebra uit 1980.
Het nummer stond samen met  Graveyard Shuffle op de B-kant van de single Innocent People. In 2003 werd de single heruitgebracht op cd.
Het nummer zou, aldus Slabbynck, ontstaan zijn na het zien van een interview met de Engelse acteur Michael Caine. Deze stelde in het interview dat je nooit mag nadenken over je tekst of woorden, waarbij hij het voorbeeld gaf van 'living room'. Met deze gedachte schreef Slabbynck de tekst die later verfijnd werd door drummer Johan Isseléé. Een riff van gitarist Geert Maertens ten slotte ontlokte de geboorte van het nummer. Het nummer was voor het eerst te horen in Humo's Rock Rally van 1980. Het nummer werd opgenomen in Studio Aaltrack van Fernand Buyls te Zomergem.
Later werd het nummer opgepikt door radiopresentator Gust De Coster en groeide uit tot de grootste hit van Red Zebra. Het nummer kwam binnen in de 'Back Catalogue Singles' op 18 februari 2012 en verbleef er 7 weken. Het piekte op een 10e plaats. Meermaals dook het nummer op in de Tijdloze 100 van Studio Brussel en de 100 op 1 van Radio 1. in 2013 werd het door Studio Brussel verkozen tot het op vier na beste Belgische nummer aller tijden.

## Meewerkende artiesten
- Producer
  - Staf Verbeeck
- Muzikanten
  - Geert Maertens (gitaar)
  - Jan D'hondt (basgitaar)
  - Johan Isselée (drums)
  - Peter Slabbynck (keyboards, zang)